# Claude Blondeau
 (août 2022).
Pour les articles homonymes, voir Blondeau.
Claude Blondeau fut avocat au Mans, et y mourut le 31 décembre 1680. 

## Biographie
On a de lui les Portraits des hommes illustres de la province du Maine, au Mans, 1666, in-4°, contenant les éloges d'Ambroise de Loré, de Jean Glapion, et de Gervais Lebarbier, sieur de Francourt, l'un des chefs calvinistes au Mans en 1562 qu'il ose louer et "dont la mémoire avait été flétrie après une sentence judiciaire" (Hauréau). Le bibliographe Hauréau rappelle que Blondeau, outre ces trois portraits, se proposait de parler non seulement des notabilités littéraires du Maine, mais encore de tous les hommes qui, nés dans cette province, avaient "acquis un certain renom comme gens de robe ou comme gens d'épée". On trouve au commencement du volume une liste alphabétique des hommes de cette province qui se sont fait remarquer par leurs emplois ou leurs écrits. Dans un discours préliminaire, l'auteur se propose de prouver que « l'histoire de France est plus agréable et remplie d'événements aussi extraordinaires que l'histoire romaine. »
On connaît le Catalogue de sa bibliothèque de juriste et d'érudit établi après le pillage  et la mise à sac de sa maison par une foule tumultueuse, en avril 1675. 
Quelques biographes donnent à Blondeau le prénom de Charles, suivant en cela  l'opinion d'André René Le Paige, qui le cite très fréquemment dans son Dictionnaire topographique, historique, etc., de la province et du diocèse du Maine, le Mans, 1777, 2 vol. in-8°.
Hauréau cependant rappelle que « c'est à tort que plusieurs bibliographes ont donné à notre Blondeau le prénom de Charles ; il s'appelait Claude, et ce prénom de Charles  ne se trouve dans aucune des pièces que nous avons eues sous les yeux. Il faut bien se garder de le confondre avec deux de ses contemporains, Claude Blondeau, chanoine de Besançon, auteur du Triomphe de la charité, et Claude Blondeau avocat au Parlement de Paris de 1659 à 1698, un des fondateurs du Journal du Palais avec son ami Gabriel Guéret qui était membre comme lui de l'académie de l'abbé d'Aubignac. »

## Source
- Jean-Barthélemy Hauréau, Histoire littéraire du Maine, Paris, Dumoulin libr., 1871, 10 vol. (disponible en édition numérique, mode image et texte : coll. CD-RHAM, Hauréau, Histoire littéraire du Maine, Le Mans, Éd. Société Historique et Archéologique du Maine, 2006).
- Loïc Damiani, Les avocats parisiens de l'époque mazarine, thèse de doctorat d'histoire moderne soutenue à l'université de Paris IV - Sorbonne, vol. II, pp. 75-76.
- Daniel Aris, La Vie intellectuelle dans le Maine au XVIIe siècle, éd. Société Historique et Archéologique du Maine, 17 rue de la Reine-Bérengère, Le Mans, (à paraître).
- Baron S. de la Bouillerie, Une émeute au Mans à propos de droits d'octroi, in Revue Historique et Archéologique du Maine, 1897 (2), p.111.
- Abbé L. Denis, Le catalogue de la bibliothèque de Claude Blondeau, in Revue Historique et Archéologique du Maine, 1892 (2), p. 338.
- « Claude Blondeau », dans Louis-Gabriel Michaud, Biographie universelle ancienne et moderne : histoire par ordre alphabétique de la vie publique et privée de tous les hommes avec la collaboration de plus de 300 savants et littérateurs français ou étrangers, 2e édition, 1843-1865 [détail de l’édition]